# Chonocephalus madagascariensis
Chonocephalus madagascariensis är en tvåvingeart som beskrevs av Renaud Maurice Adrien Paulian 1958. Chonocephalus madagascariensis ingår i släktet Chonocephalus och familjen puckelflugor.
Artens utbredningsområde är Madagaskar. Inga underarter finns listade i Catalogue of Life.